# ناحیه ابینگتون، شهرستان مونتگومری، پنسیلوانیا
ناحیه ابینگتون، شهرستان مونتگومری، پنسیلوانیا (به انگلیسی: Abington Township, Montgomery County, Pennsylvania) یک شهرک در ایالات متحده آمریکا با جمعیت ۵۵٬۳۱۰ نفر است که در شهرستان مونتگومری، پنسیلوانیا واقع شده‌است.